# Хейняйоки (река, впадает в Салонъярви)
Хейняйоки — река в России, протекает по Суоярвскому району Карелии. Впадает в озеро Салонъярви. Длина реки составляет 57 км, площадь водосборного бассейна 560 км².
Высота истока — 165,6 м над уровнем моря. Высота устья — 146,3 м над уровнем моря.
В 38 км от устья, по левому берегу реки впадает река Варисйоки.

## Бассейн
- река Хейняйоки
  - река Тёмная (Хейняоя)
    - озеро Лемилампи (154)
      - озеро Хейнялампи (155,3)
        - озеро Кескиммяйнен-Хейнялампи (158)
        - озеро Иляммяйнен-Хейнялампи (159)
          - ручей Келооя
            - озеро Келолампи

          - ручей Весоя

## Данные водного реестра
По данным государственного водного реестра России относится к Балтийскому бассейновому округу, водохозяйственный участок реки — Шуя, речной подбассейн реки — Свирь (включая реки бассейна Онежского озера). Относится к речному бассейну реки Нева (включая бассейны рек Онежского и Ладожского озера).
Код объекта в государственном водном реестре — 01040100112102000014073.

## Галерея

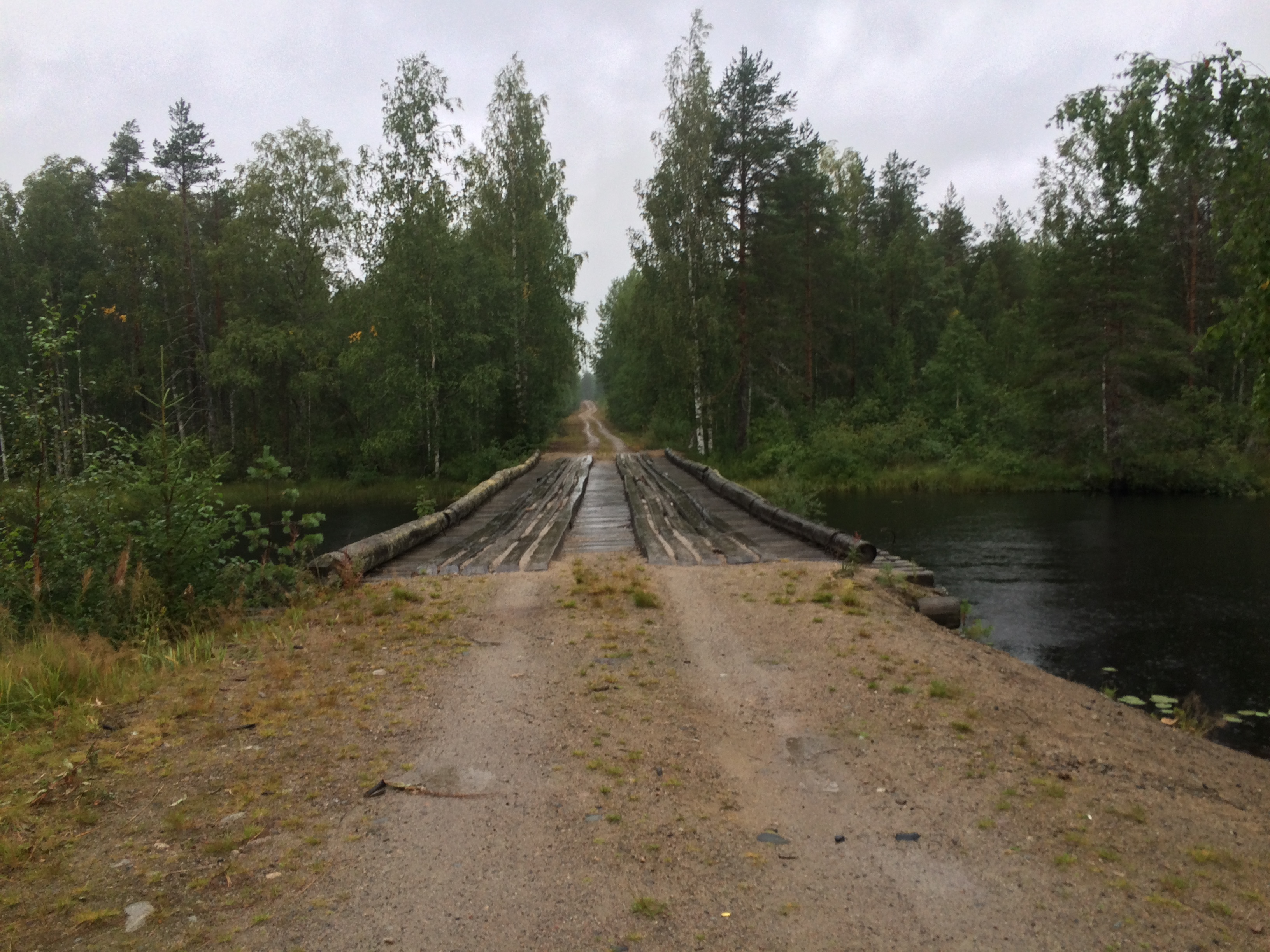
Автомобильный мост
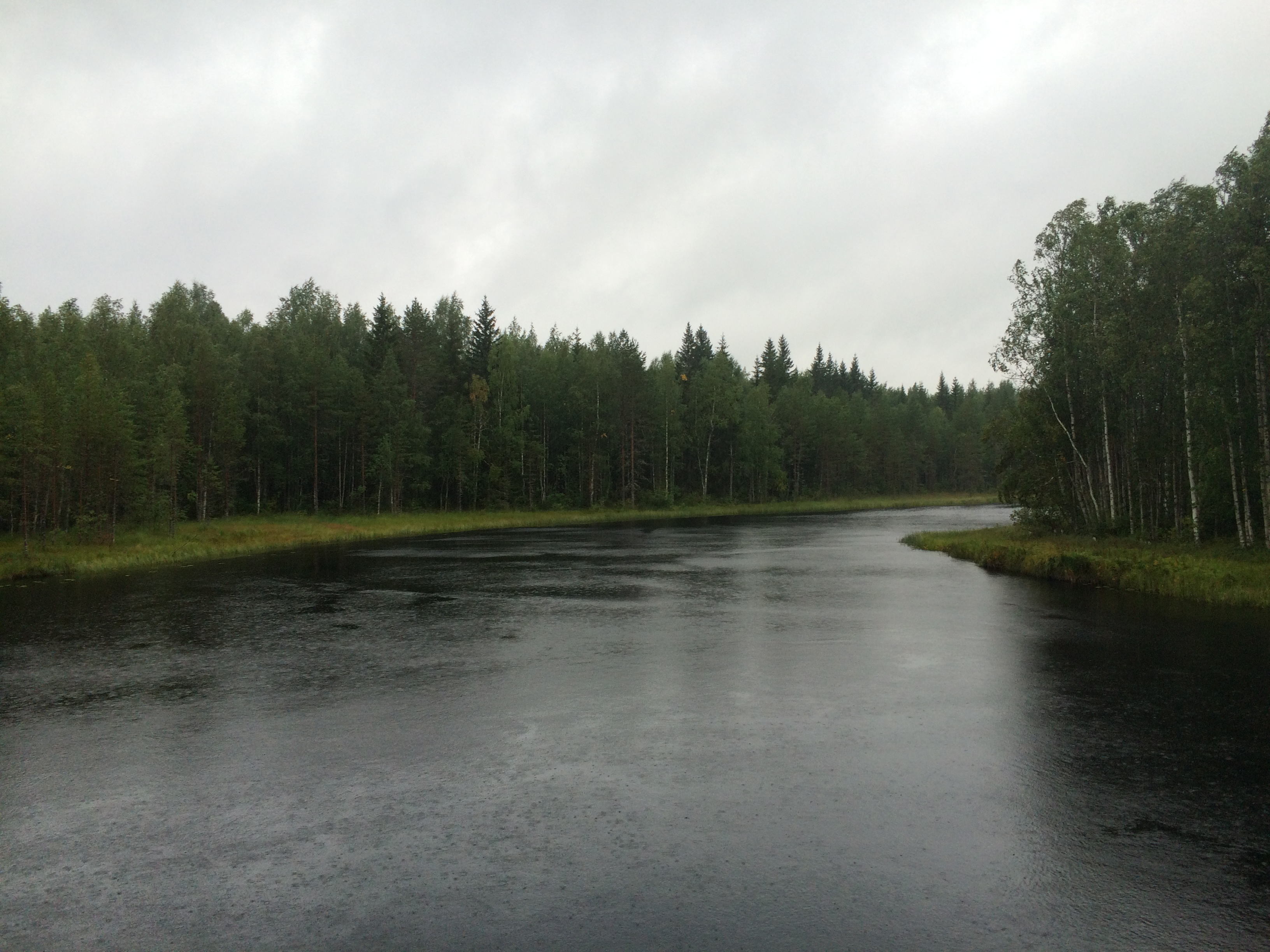
Вид против течения